# Bas Lammers
Sebastiaan Willem Lammers, meglio noto come Bas Lammers (Roosendaal and Nispen, 12 ottobre 1985), è un pilota automobilistico olandese di kart.
Tra i piloti più anziani in attività della specialità, ha vinto numerose gare e titoli internazionali, tra cui la Coppa del Mondo CIK-FIA KZ1 vinta nel 2010 e nel 2012, CIK-FIA European Championship KZ1 2009 e
il titolo Europeo 100 Formula A nel 2003. e il WSK Final Cup 2011. Corre per la ceca Praga Kart, che fa parte del Gruppo IPK.